# Schloss Bensberg

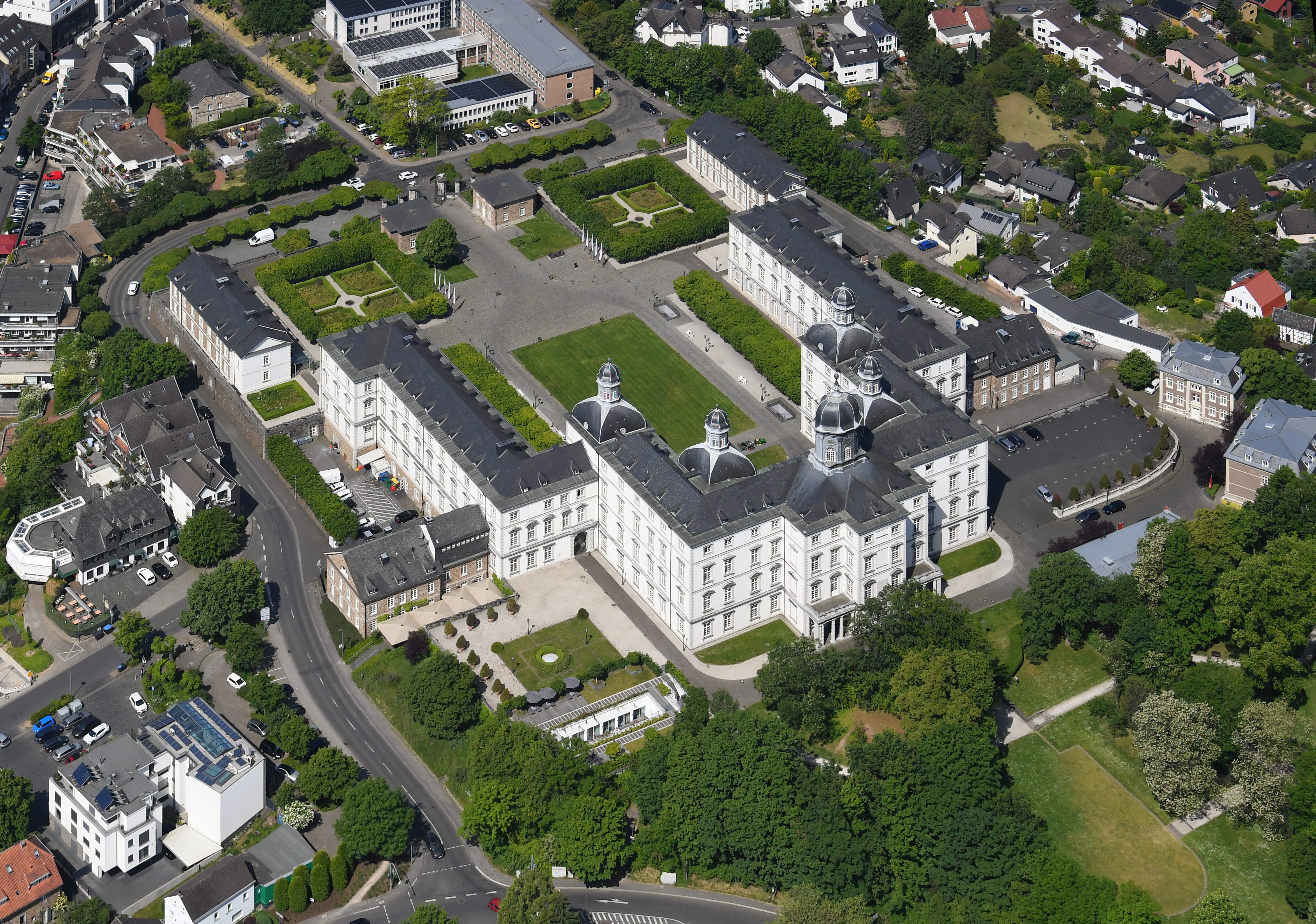
Luftbild des Schlosses Bensberg

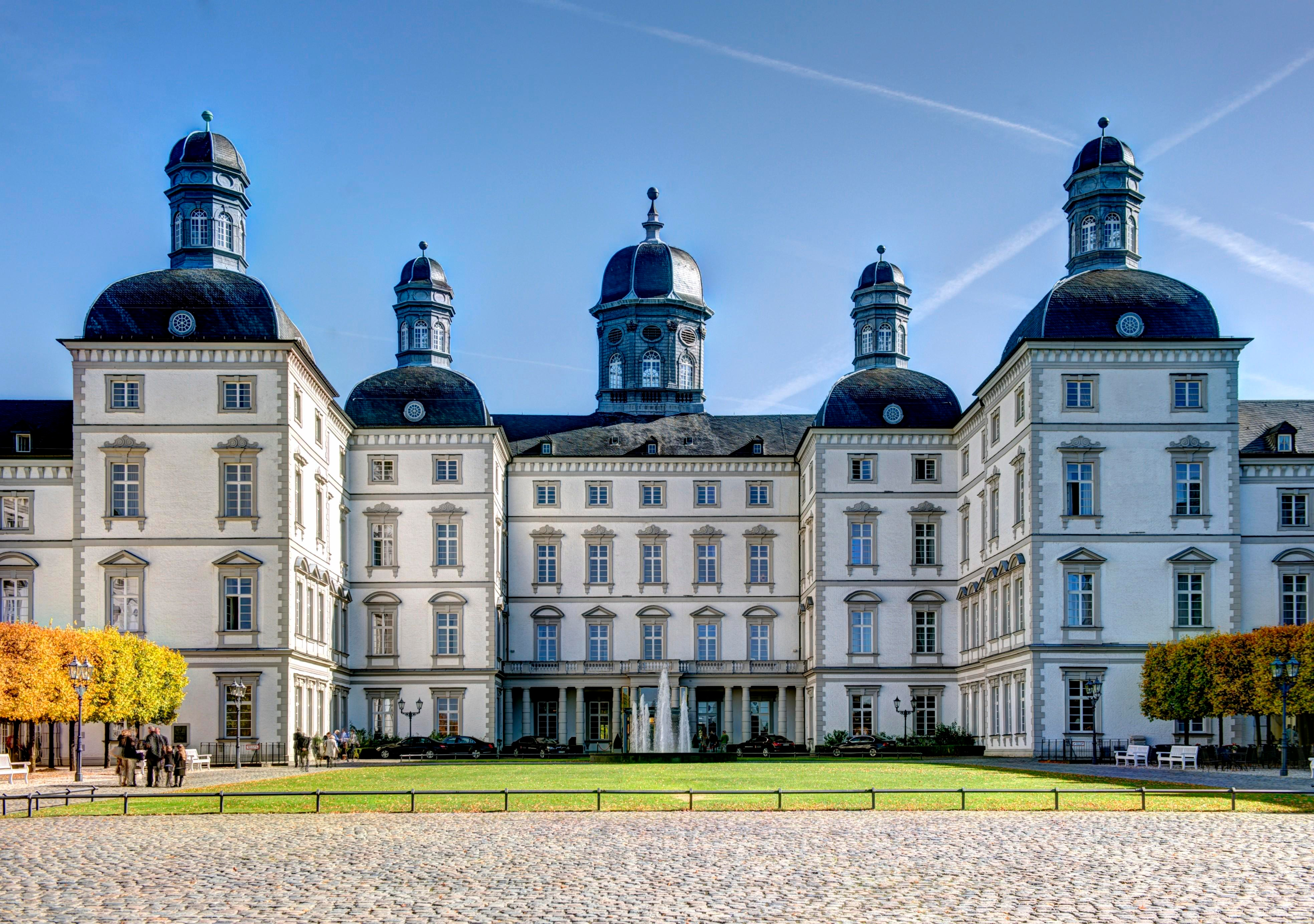
Schloss Bensberg, Blick von der Gartenseite (2012)

Schloss Bensberg im Stadtteil Bensberg von Bergisch Gladbach im Bergischen Land (Nordrhein-Westfalen) ist ein im frühen 18. Jahrhundert erbautes Jagdschloss, das heute als Grand Hotel genutzt wird.

## Jagdschloss Bensberg

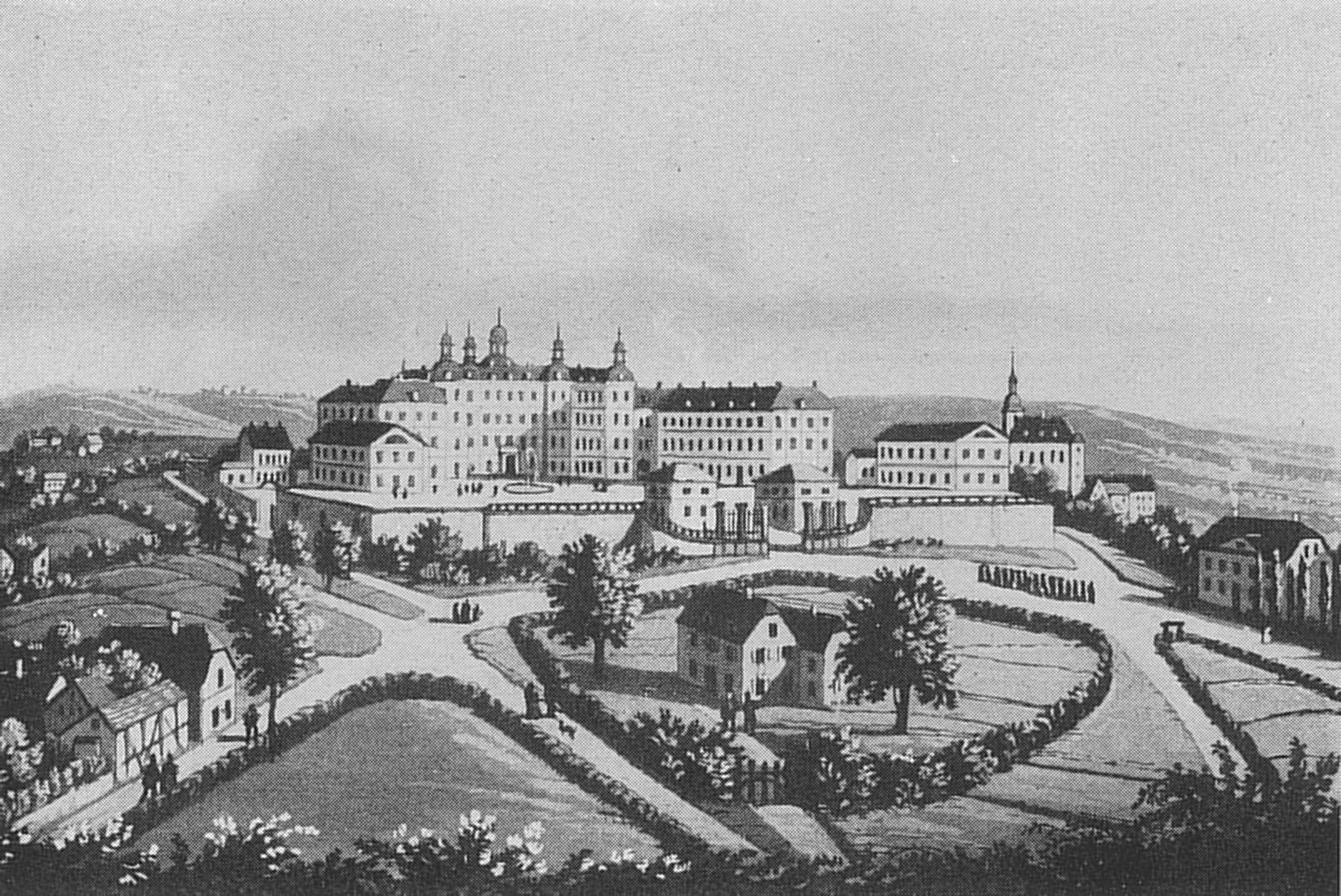
Schloss Bensberg im 19. Jahrhundert

Johann Wilhelm II. beauftragte 1703 den Grafen Matteo d’Alberti mit dem Bau eines neuen Schlosses im Barockstil. Es war als Jagdschloss für seine zweite Frau gedacht und orientierte sich stilistisch an Schloss Versailles und Winchester Castle. Die Mittelachse des Gebäudekomplexes ist exakt auf den Kölner Dom ausgerichtet, der 14 Kilometer Luftlinie entfernt liegt. Johann Georg Jacobi schreibt in seinem Tagebuch:

„Schloss und Dorf liegen auf einem hohen Berge, von dem man viele Meilen voll Wälder, Äcker und Heiden, in der Ferne eine Strecke des Rheines und die berühmten Sieben Berge sieht. […] Ich glaube, dass die Götter dann und wann auf einer silbernen Wolke so ihren Nektar trinken und die Hälfte der Erde übersehen!“

Goethe selbst schrieb im 14. Buch in Dichtung und Wahrheit:

„Deutlicher ist mir eine Fahrt nach dem Jagdschloß Bensberg, das auf der rechten Seite des Rheins gelegen, der herrlichsten Aussicht genoß. Was mich daselbst über alle Maßen entzückte, waren die Wandverzierungen durch Weenix […]“

Jan Wellem erlebte die Fertigstellung seines repräsentativen bergischen Jagdschlosses nicht mehr. Als er 1716 starb, zeichnete sich bereits der Niedergang des fürstlichen Schlosses ab. Die nachfolgenden Herrscher residierten mehr in der Pfalz als im Herzogtum Berg und besuchten das Schloss nur selten.

## Umnutzungen

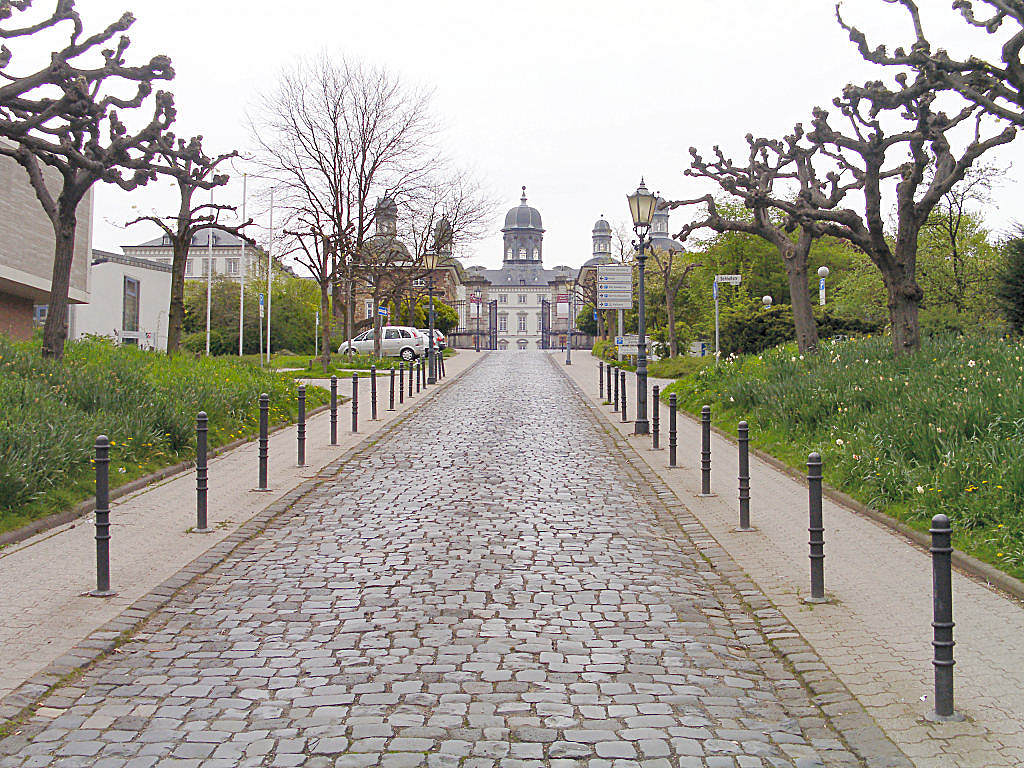
Auffahrt

Zu Beginn der Koalitionskriege kam es 1792 zu Gefechten zwischen der französischen Revolutionsarmee und den österreichischen Regimentern in der Schlacht bei Jemappes. Gegen den Widerstand der Burggräfin Helena Theresia Moureaux richtete man im Januar 1793 im Schloss Bensberg ein Feldlazarett ein, das in der Folgezeit die Verletzten aufzunehmen hatte. Es unterstand dem Stadtkommandanten von Köln. Immer wieder war es schwierig, die notwendigen Einrichtungsgegenstände, Stroh für die Lagerung der Verletzten und Brennholz herbeizuschaffen. Auch gab es immer wieder Engpässe mit der Verpflegung. Zudem waren die hygienischen Verhältnisse äußerst mangelhaft. So brach bereits im März 1793 zum ersten Mal Typhus aus, der zahlreiche Opfer forderte. Damit sich die Seuche nicht weiter ausbreiten konnte, schaffte man die Leichen auf dem schnellsten Weg mit Karren hinab ins Milchborntal und verscharrte sie dort in großen Massengräbern. Ähnlich richteten die Franzosen 1813 ebenfalls im Schloss Bensberg ein Lazarett ein. Auch bei ihnen brach Typhus aus, was wiederum zu vielen Toten führte, die man ebenso im Milchborntal in der Nähe der kaiserlichen Gräber beisetzte. Mit dem Kaiserlichen Kirchhof und dem Französischen Kirchhof errichtete man den toten Soldaten Gedenkstätten im Milchborntal.

### Militärische Nutzung

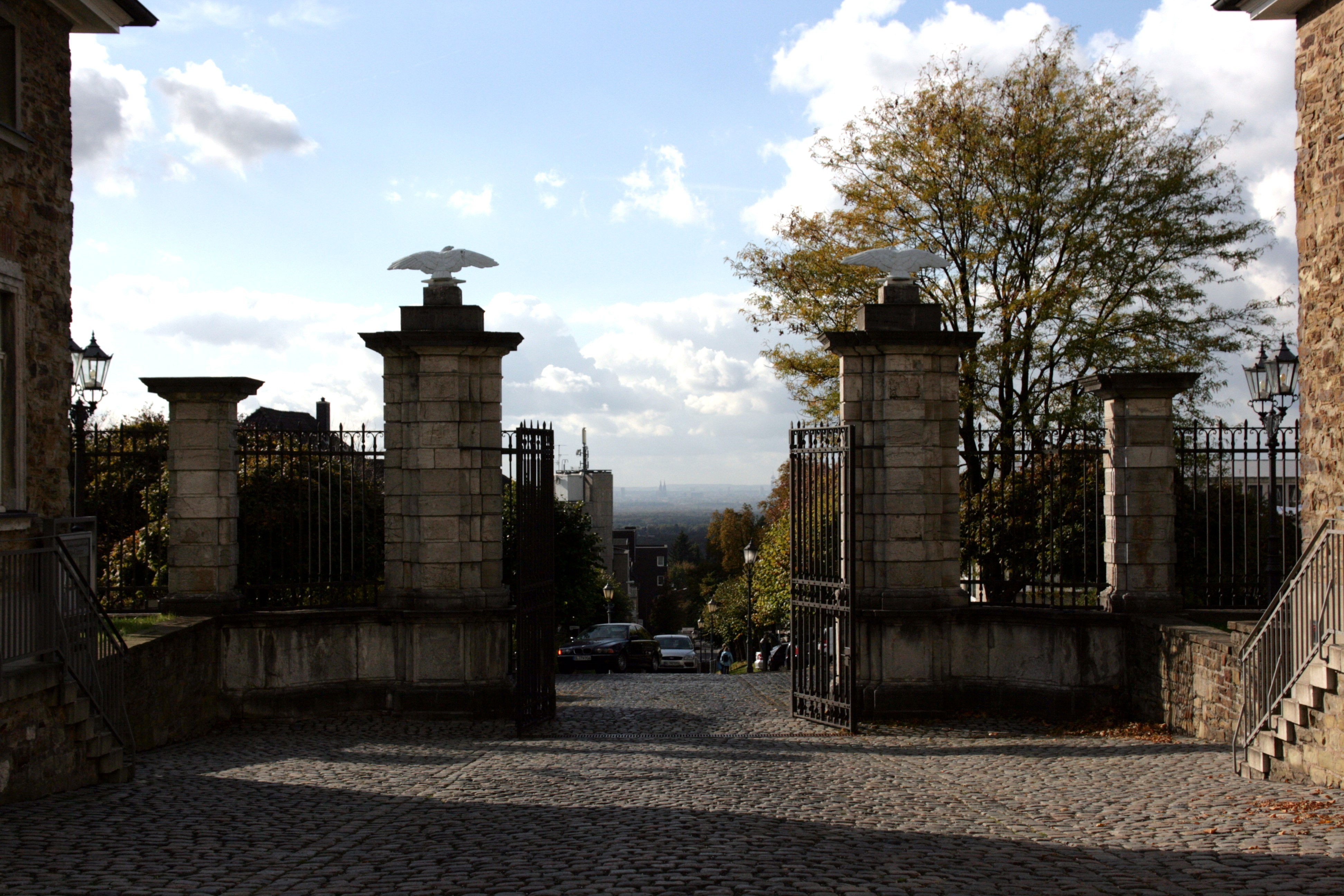
Axiale Ausrichtung auf den Kölner Dom

Von 1840 bis 1918 diente das Schloss als preußische Kadettenanstalt. Nach dem Ersten Weltkrieg richtete man eine Kaserne für Besatzungstruppen ein. Anschließend hatte das inzwischen stark renovierungsbedürftige Schloss ab 1922 keine adäquate Verwendung. Teile des riesigen Gebäudes wurden lange Zeit durch die Gemeindeverwaltung Bensberg und die Evangelische Kirche genutzt. Sodann waren hier zeitweise bis zu 41 obdachlose Familien untergebracht. Um 1924 gab es Überlegungen, das Schloss für 99 Jahre an die Jesuiten zu verpachten. Von 1935 bis 1945 richteten die Nationalsozialisten eine Nationalpolitische Erziehungsanstalt (offizielle Abkürzung: NPEA, im Volksmund auch NAPOLA genannt) dort ein. Zu dieser Zeit waren auch ausländische Arbeitskräfte im Schloss tätig und untergebracht. Zudem war infolge eines Brandes 1943 am Schloss Bensberg ein Arbeitslager des KZ Buchenwald angesiedelt. In diesem KZ-Außenkommando Bensberg waren zeitweise bis zu 40 Häftlinge hauptsächlich aus Polen und der Sowjetunion zur Arbeit für die NPEA und die später im Schloss untergebrachten militärischen Dienststellen gezwungen. Am 22. März wurden zwei „Ostarbeiter“ im Park des Schlosses erschossen. Nach 1945 wurde es zunächst von amerikanischen, englischen und ab 1946 von belgischen Besatzungstruppen genutzt. In der Zeit von 1965 bis 1997 diente es als Sitz des belgischen Gymnasiums Koninklijk Atheneum Bensberg.

### Hotelbetrieb
Im Jahr 1997 wurde das Gebäude zum Grand Hotel umgebaut. Eigentümer ist die Generali Deutschland Lebensversicherung AG, Betreiber die Gruppe Althoff Hotels. Es hat 84 Zimmer sowie 36 Suiten und drei Restaurants, darunter das zwei-Sterne-Restaurant Vendôme unter der Leitung von Joachim Wissler.

## Denkmalschutz
Das Schloss Bensberg wurde am 30. Juni 1988 als Nr. 136 in der Denkmalliste von Bergisch Gladbach eingetragen.

## Kunstschätze des Schlosses

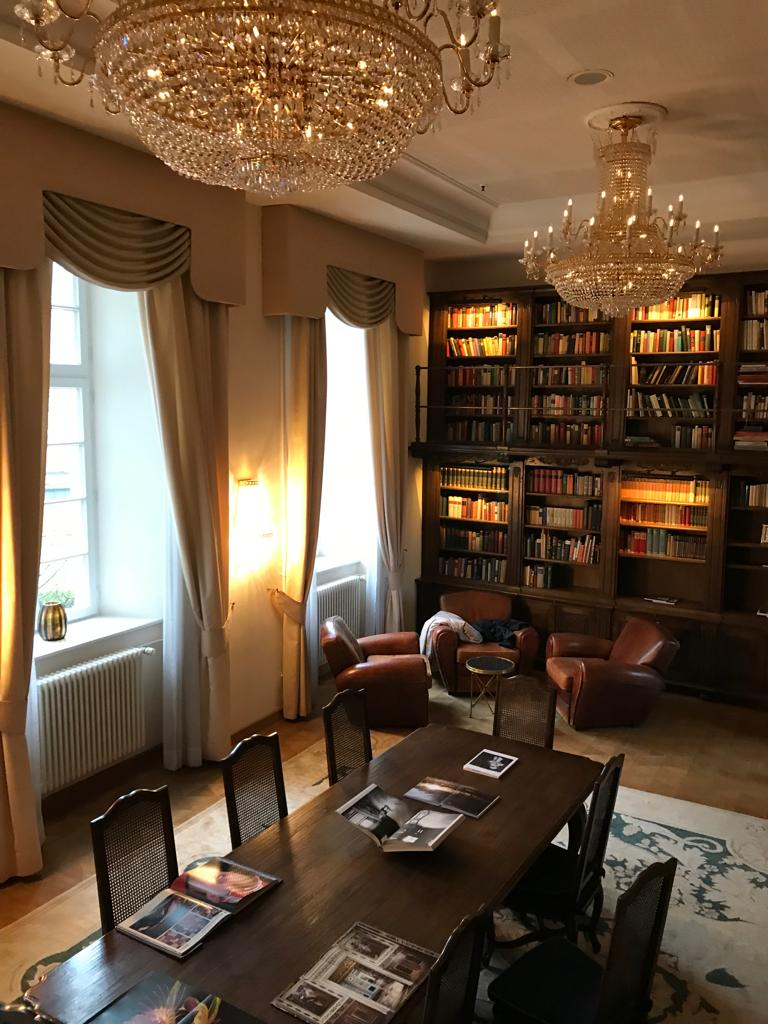
Bibliothek Schloss Bensberg, Innenansicht, rechte Seite

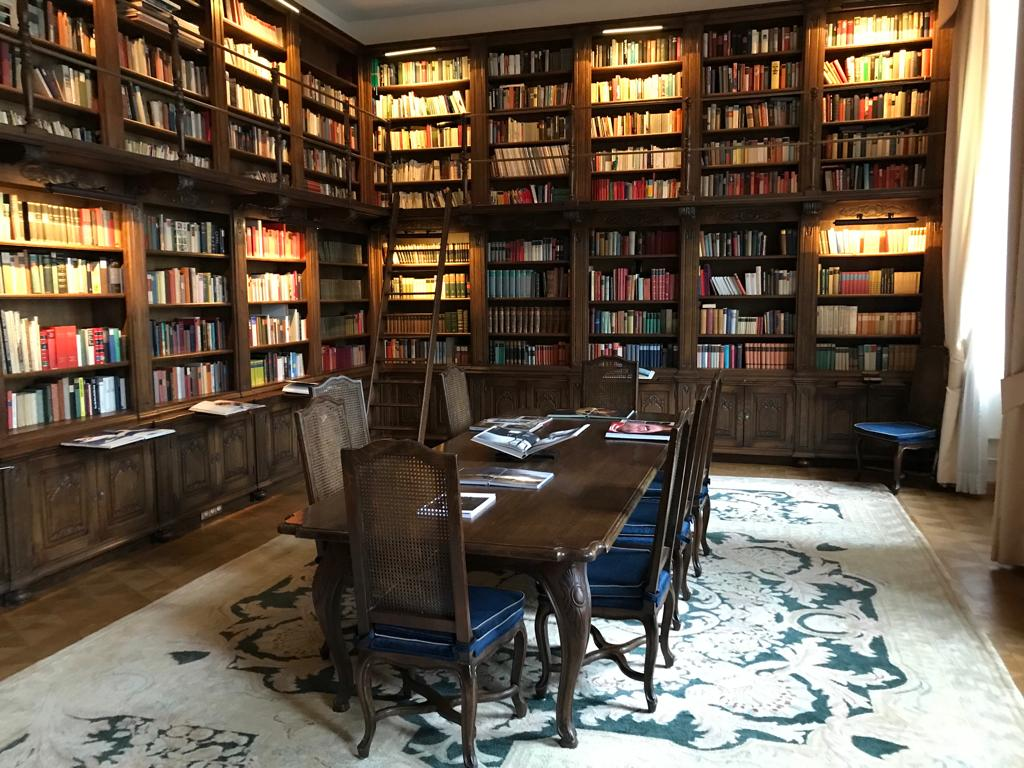
Bibliothek Schloss Bensberg, Innenansicht, linke Seite

Die Jagdszenen von Jan Weenix befinden sich heute in der Alten Pinakothek in München. Seidentapeten und weitere Gemälde befinden sich heute im Schloss Augustusburg in Brühl.
Die Bibliothek umfasst auf 55 m² (4,55 m × 5,60 m) eine Sammlung mit ca. 5.000 antiquarischen Büchern. Bemerkenswert ist überdies der Zanetti-Saal mit dem Deckenfresko 'Sturz der Titanen' von Domenico Zanetti.

## Wanderwege

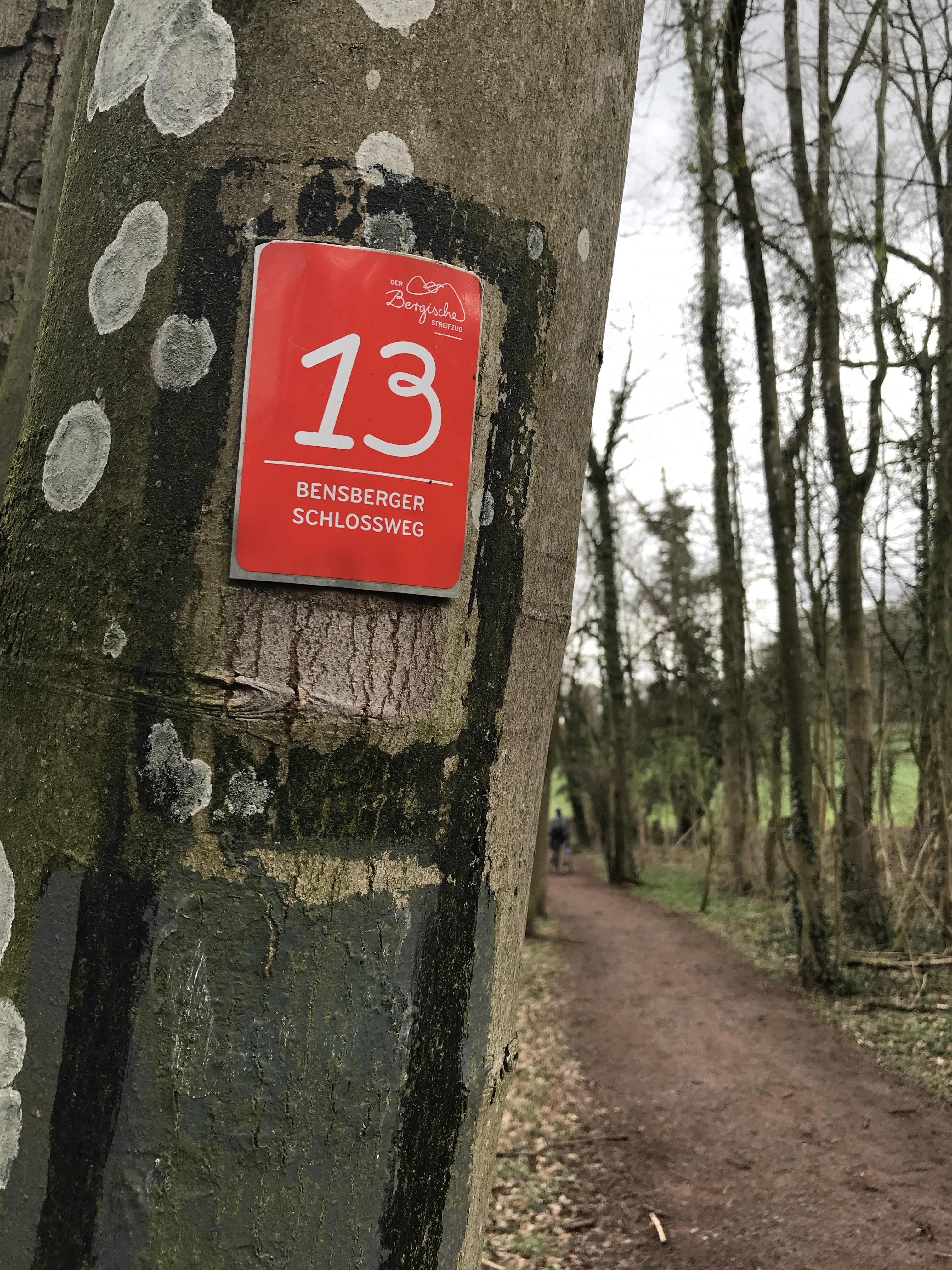
Bensberger Schlossweg

Der Rundwanderweg „Bensberger Schloss“ (Bergischer Streifzug Nr. 13) hat das Bensberger Schloss als Start- und Endpunkt. Der Premium-Wanderweg von 9,3 km Länge erhielt Fördergelder von EU und NRW.